# フォーミュラ・スズキ隼
フォーミュラ・スズキ隼（フォーミュラ･スズキはやぶさ）とは、スズキスポーツ（現アイアールディー）が製造していたレーシングカー（競技専用自動車）の車種名。

## 概要
元々は2000年に全日本ジムカーナ選手権・Dクラスに参戦を開始したフォーミュラカーである「スズキ ハヤブサ2&4」がベース。この車両を元に後述のワンメイクレース用に若干の仕様変更が行われ、2002年より市販が開始された。2001年の第35回東京モーターショーでも展示されている。以後長らく全日本ジムカーナ選手権・Dクラスの主力車両として活躍した。
名前の「隼」とは、同社の輸出向け大型自動二輪車「GSX1300Rハヤブサ」に搭載されている1,299cc直列4気筒エンジンを使用していることに由来している。尚、エンジンの最高出力/最大トルクは上記のオートバイ同様、175PS/14.1kg･mとなっており、これに6速のシーケンシャル式マニュアルトランスミッションが組み合わされている。また車両重量は430kgであり、性能的にはFJ1600とF3の中間ともいえるものである。

## ワンメイクレース
本車両を用いたワンメイクレースとして「スズキスポーツカップ・ワンメイクレースシリーズ」が存在した。
2001年にメディア対抗のエキシビションレースとしてスタート。一般向けシリーズは翌年の市販開始と同時にスタートした。2006年までスズキのモータースポーツ子会社であるスズキスポーツの主催で行われた。
その後、2007年からは田嶋伸博率いるモンスタースポーツジャパン主催の「モンスターワンメイクレースシリーズ」に引き継がれたものの、2008年を最後に開催を終了しており、現在は行われていない。